# Лакомобудская волость
Лакомобу́дская волость — административно-территориальная единица в составе Новозыбковского уезда.
Административный центр — село Лакомая Буда.

## История
Волость образована в ходе реформы 1861 года.
В ходе укрупнения волостей, в 1923 году Лакомобудская волость была расформирована, а её территория разделена между Климовской и Новозыбковской волостями; при этом в состав последней отошли
Дубровский, Данченкослободский, Рыловичский и Старокривецкий сельсоветы.
Ныне территория бывшей Лакомобудской волости относится к Климовскому и Новозыбковскому районам Брянской области.

## Административное деление
В 1919 году в состав Лакомобудской волости входили следующие сельсоветы: Васильевский (Дубровский), Данченкослободский, Лакомобудский, Побожеевский, Рыловичский, Старокривецкий, Сытобудский, Хохловский.